# Driftsethe
Driftsethe is een ortschaft van de Duitse gemeente Hagen im Bremischen in de deelstaat Nedersaksen. Tot 1 januari 2014 was Driftsethe een zelfstandige gemeente en maakte hij deel uit van de  Samtgemeinde Hagen.
Ten westen van  Driftsethe ligt het gehucht Weißenberg, bij afrit 12 van de Bundesautobahn 27; ten oosten van  Driftsethe ligt het gehucht Tannendorf.
In 1105 wordt Driftsethe als dreptisati (zittende (gelegen) aan het riviertje de Drepte) in een document vermeld.

## Afbeeldingen

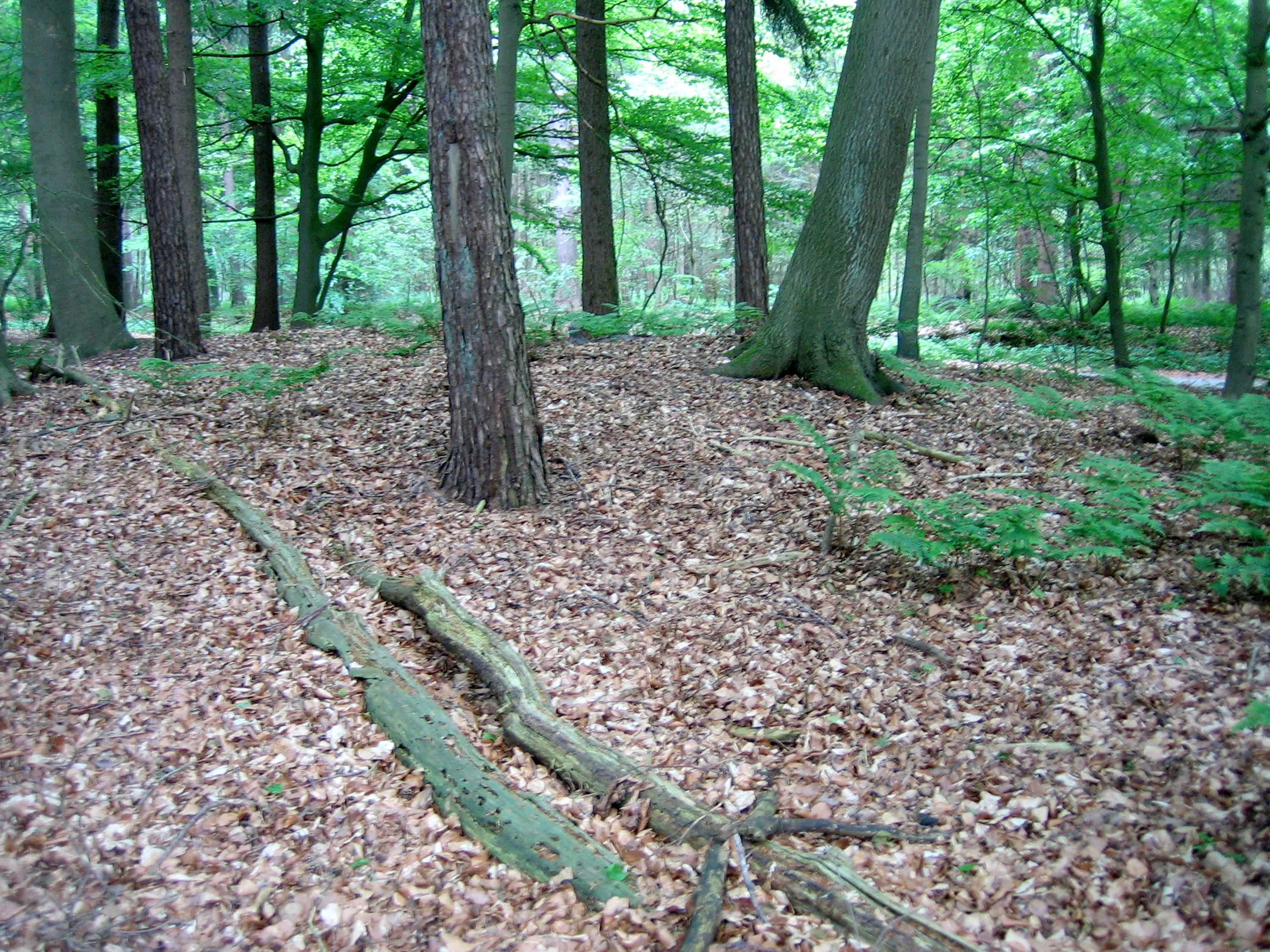
De schamele overblijfselen van de meer dan 20 grafheuvels bij Driftsethe, ouderdom grotendeels onbekend
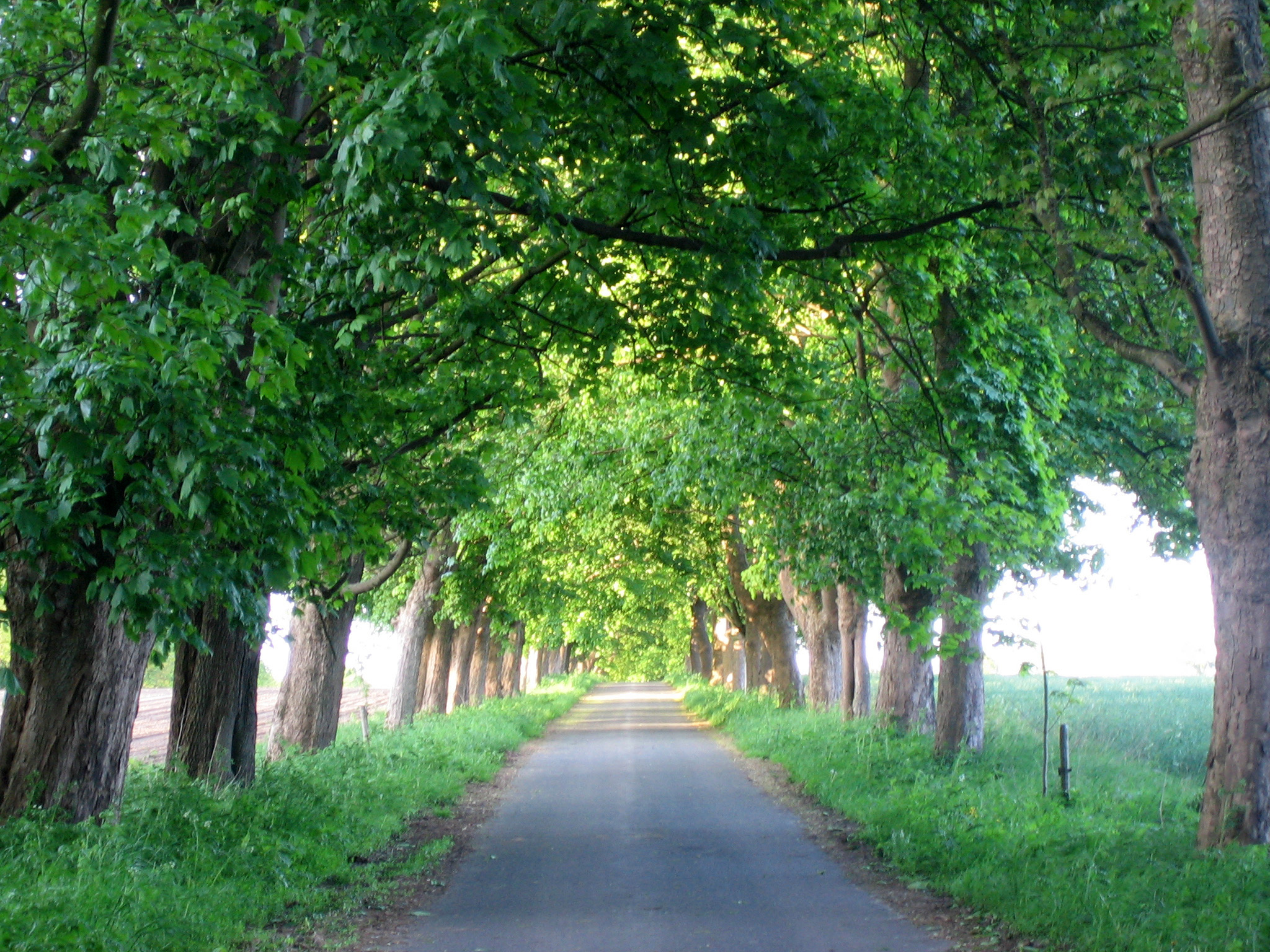
Beschermde esdoornlaan, Weißenberg

Zie verder onder: Hagen im Bremischen.